# Oscar za najlepsze kostiumy
Oscar za najlepsze kostiumy (ang. Academy Award for Best Costume Design) – nagroda przyznawana kostiumografom przez Amerykańską Akademię Sztuki i Wiedzy Filmowej od 1948. Nominacje przyznawane są przez członków Akademii zajmujących się profesjonalnie projektowaniem kostiumów. Zwycięzcy są wybierani przez wszystkich członków Akademii. W latach 1940–1966 (z krótką przerwą 1957-58) istniał podział na osobne kategorie dla filmów czarno-białych i barwnych. Kandydatem do nagrody może być tylko główny kostiumograf.
W latach 1948–1966 większość nagród za najlepsze kostiumy w filmach czarno-białych zostało przyznanych filmom rozgrywającym się współcześnie. Z kolei kategorię filmów barwnych zdominowały wystawne produkcje epickie, fantastyczne i muzyczne.
Najwięcej Oscarów za najlepsze kostiumy (8) otrzymała Edith Head, do której należy również rekord pod względem ilości nominacji w tej kategorii (35). Pięciokrotną laureatką w tej kategorii jest Irene Sharaff. Czterokrotnie zwyciężyły Milena Canonero i Colleen Atwood. Po trzy Oscary za najlepsze kostiumy otrzymali: Charles LeMaire, Dorothy Jeakins, Anthony Powell, Orry-Kelly, James Acheson i Sandy Powell. Najwięcej nominacji bez otrzymania nagrody (6) zdobyła Patricia Norris.
Kilku laureatów tej nagrody zdobyło także za ten sam film Oscara za najlepszą scenografię. Byli to: Roger K. Furse, Marcel Vertès, Cecil Beaton, John Truscott i Catherine Martin, która dokonała tego wyczynu dwukrotnie.
Jedynym polskim akcentem tej kategorii jest trzykrotnie nominowana projektantka kostiumów Anna Biedrzycka-Sheppard, mieszkająca i pracująca w Wielkiej Brytanii.

## Laureaci i nominowani

### 1948–1959
| Rok               | Kategoria                                                                                 | Laureat | Nominowani | Przypisy |
| ----------------- | ----------------------------------------------------------------------------------------- | --- | ---------- | -------- |
| 1948              |                                                                                           | |            |          |
| Film czarno-biały | Hamlet – Roger K. Furse                                                                   | - B.F.'s Daughter – Irene Lentz | [ 8 ]      |          |
| Film barwny       | Joanna d’Arc – Dorothy Jeakins i Barbara Karinska                                         | - Cesarski walc – Edith Head i Gile Steele | [ 8 ]      |          |
| 1949              |                                                                                           | |            |          |
| Film czarno-biały | Dziedziczka – Edith Head i Gile Steele                                                    | - Książę lisów – Vittorio Nino Novarese | [ 9 ]      |          |
| Film barwny       | Przygody Don Juana – Marjorie Best, Leah Rhodes i Travilla                                | - Mother Is a Freshman – Kay Nelson | [ 9 ]      |          |
| 1950              |                                                                                           | |            |          |
| Film czarno-biały | Wszystko o Ewie – Edith Head i Charles LeMaire                                            | - Urodzeni wczoraj – Jean Louis - The Magnificent Yankee – Walter Plunkett | [ 10 ]     |          |
| Film barwny       | Samson i Dalila – Edith Head, Dorothy Jeakins, Elois Jenssen, Gile Steele i Gwen Wakeling | - Czarna róża – Michael Whittaker - That Forsyte Woman – Walter Plunkett i Valles | [ 10 ]     |          |
| 1951              |                                                                                           | |            |          |
| Film czarno-biały | Miejsce pod słońcem – Edith Head                                                          | - Miła staruszka – Walter Plunkett i Gile Steele (pośmiertnie) - The Model and the Marriage Broker – Charles LeMaire i Renie Conley - The Mudlark – Edward Stevenson i Margaret Furse - Tramwaj zwany pożądaniem – Lucinda Ballard              | [ 11 ]     |          |
| Film barwny       | Amerykanin w Paryżu – Orry-Kelly, Walter Plunkett i Irene Sharaff                         | - Dawid i Betszeba – Charles LeMaire i Edward Stevenson - Wielki Caruso – Helen Rose i Gile Steele (pośmiertnie) - Quo Vadis? – Herschel McCoy - Opowieści Hoffmanna – Hein Heckroth                                                            | [ 11 ]     |          |
| 1952              |                                                                                           | |            |          |
| Film czarno-biały | Piękny i zły – Helen Rose                                                                 | - Przygoda na Trynidadzie – Jean Louis - Siostra Carrie – Edith Head - Moja kuzynka Rachela – Charles LeMaire i Dorothy Jeakins - Sudden Fear – Sheila O’Brien                                                                                  | [ 12 ]     |          |
| Film barwny       | Moulin Rouge – Marcel Vertès                                                              | - Największe widowisko świata – Edith Head, Dorothy Jeakins i Miles White - Hans Christian Andersen – Antoni Clavé, Mary Wills i Barbara Karinska - Wesoła wdowa – Helen Rose i Gile Steele (pośmiertnie) - Z pieśnią w sercu – Charles LeMaire | [ 12 ]     |          |
| 1953              |                                                                                           | |            |          |
| Film czarno-biały | Rzymskie wakacje – Edith Head                                                             | - Aktorka – Walter Plunkett - Żona moich marzeń – Helen Rose i Herschel McCoy - Stąd do wieczności – Jean Louis - The President’s Lady – Charles LeMaire i Renie Conley                                                                         | [ 13 ]     |          |
| Film barwny       | Tunika – Charles LeMaire i Emile Santiago                                                 | - Wszyscy na scenę – Mary Ann Nyberg - Call Me Madam – Irene Sharaff - Jak poślubić milionera – Charles LeMaire i Travilla - Młoda Bess – Walter Plunkett                                                                                       | [ 13 ]     |          |
| 1954              |                                                                                           | |            |          |
| Film czarno-biały | Sabrina – Edith Head                                                                      | - Madame de... – Georges Annenkov i Rosine Delamare - Rada nadzorcza – Helen Rose - Stacja końcowa – Christian Dior - To może się zdarzyć każdemu – Jean Louis                                                                                  | [ 14 ]     |          |
| Film barwny       | Wrota piekieł – Sanzō Wada                                                                | - Brigadoon – Irene Sharaff - Desirée – Charles LeMaire i Rene Hubert - Narodziny gwiazdy – Jean Louis, Mary Ann Nyberg i Irene Sharaff - Nie ma jak show – Charles LeMaire, Travilla, Miles White                                              | [ 14 ]     |          |
| 1955              |                                                                                           | |            |          |
| Film czarno-biały | Jutro będę płakać – Helen Rose                                                            | - Klub Pickwicka – Beatrice Dawson - Queen Bee – Jean Louis - Tatuowana róża – Edith Head - Opowieści księżycowe – Tadaoto Kainosho | [ 15 ]     |          |
| Film barwny       | Miłość jest wspaniała – Charles LeMaire                                                   | - Faceci i laleczki – Irene Sharaff - Przerwana melodia – Helen Rose - Złodziej w hotelu – Edith Head - Królowa dziewica – Charles LeMaire i Mary Wills                                                                                         | [ 15 ]     |          |
| 1956              |                                                                                           | |            |          |
| Film czarno-biały | The Solid Gold Cadillac – Jean Louis                                                      | - Siedmiu samurajów – Kohei Ezaki - Cena władzy – Helen Rose - The Proud and Profane – Edith Head - Zbuntowana nastolatka – Charles LeMaire i Mary Wills                                                                                        | [ 16 ]     |          |
| Film barwny       | Król i ja – Irene Sharaff                                                                 | - W 80 dni dookoła świata – Miles White - Olbrzym – Moss Mabry i Marjorie Best - Dziesięcioro przykazań – Edith Head, Ralph Jester, John Jensen, Dorothy Jeakins i Arnold Friberg - Wojna i pokój – Marie de Matteis                            | [ 16 ]     |          |

W latach 1957–58 zlikwidowano podział na osobne kategorie dla filmów czarno-białych i barwnych.
| Rok  | Laureat                             | Nominowani | Przypisy |
| ---- | ----------------------------------- | --- | -------- |
| 1957 | Roztańczone dziewczyny – Orry-Kelly | - Niezapomniany romans – Charles LeMaire - Zabawna buzia – Edith Head i Hubert de Givenchy - Kumpel Joey – Jean Louis - W poszukiwaniu deszczowego drzewa – Walter Plunkett               | [ 17 ]   |
| 1958 | Gigi – Cecil Beaton                 | - Czarna magia na Manhattanie – Jean Louis - Korsarz – Ralph Jester, Edith Head i John Jensen - Pewien uśmiech – Charles LeMaire i Mary Wills - Długi tydzień w Parkman – Walter Plunkett | [ 18 ]   |

Od 1959 przywrócono podział na osobne kategorie dla filmów czarno-białych i barwnych.
| Rok               | Kategoria                          | Laureat | Nominowani | Przypisy |
| ----------------- | ---------------------------------- | --- | ---------- | -------- |
| 1959              |                                    | |            |          |
| Film czarno-biały | Pół żartem, pół serio – Orry-Kelly | - Kariera – Edith Head - Pamiętnik Anny Frank – Charles LeMaire i Mary Wills - The Gazebo – Helen Rose - Młodzi filadelfijczycy – Howard Shoup | [ 19 ]     |          |
| Film barwny       | Ben-Hur – Elizabeth Haffenden      | - Wszystko co najlepsze – Adele Palmer - The Big Fisherman – Renie Conley - The Five Pennies – Edith Head - Porgy i Bess – Irene Sharaff       | [ 19 ]     |          |

### 1960–1969
| Rok               | Kategoria                                                        | Laureat | Nominowani | Przypisy |
| ----------------- | ---------------------------------------------------------------- | --- | ---------- | -------- |
| 1960              |                                                                  | |            |          |
| Film czarno-biały | The Facts of Life – Edith Head i Edward Stevenson                | - Nigdy w niedzielę – Denny Vachlioti - The Rise and Fall of Legs Diamond – Howard Shoup - Wyprawa siedmiu złodziei – Bill Thomas - Źródło – Marik Vos-Lundh                                      | [ 20 ]     |          |
| Film barwny       | Spartakus – Bill Thomas i Valles                                 | - Kankan – Irene Sharaff - Mroczne koronki – Irene Lentz - Pepe – Edith Head - Sunrise at Campobello – Marjorie Best                                                                              | [ 20 ]     |          |
| 1961              |                                                                  | |            |          |
| Film czarno-biały | Słodkie życie – Piero Gherardi                                   | - Niewiniątka – Dorothy Jeakins - Claudelle Inglish – Howard Shoup - Wyrok w Norymberdze – Jean Louis - Straż przyboczna – Yoshirō Muraki                                                         | [ 21 ]     |          |
| Film barwny       | West Side Story – Irene Sharaff                                  | - W krainie zabawek – Bill Thomas - Boczna ulica – Jean Louis - Flower Drum Song – Irene Sharaff - Arystokracja podziemi – Edith Head i Walter Plunkett                                           | [ 21 ]     |          |
| 1962              |                                                                  | |            |          |
| Film czarno-biały | Co się zdarzyło Baby Jane? – Norma Koch                          | - Dni wina i róż – Donfeld - Człowiek, który zabił Liberty Valance’a – Edith Head - Cudotwórczyni – Ruth Morley - Fedra – Denny Vachlioti                                                         | [ 22 ]     |          |
| Film barwny       | Wspaniały świat braci Grimm – Mary Wills                         | - Bon Voyage! – Bill Thomas - Cyganka – Orry-Kelly - Muzyk – Dorothy Jeakins - Gejsza – Edith Head                                                                                                | [ 22 ]     |          |
| 1963              |                                                                  | |            |          |
| Film czarno-biały | 8½ – Piero Gherardi                                              | - Romans z nieznajomym – Edith Head - Kobieta na lato – Travilla - Zabawki na strychu – Bill Thomas - Żony i kochanki – Edith Head                                                                | [ 23 ]     |          |
| Film barwny       | Kleopatra – Renie Conley, Vittorio Nino Novarese i Irene Sharaff | - Kardynał – Donald Brooks - Jak zdobywano Dziki Zachód – Walter Plunkett - Lampart – Piero Tosi - Nowy rodzaj miłości – Edith Head                                                               | [ 23 ]     |          |
| 1964              |                                                                  | |            |          |
| Film czarno-biały | Noc iguany – Dorothy Jeakins                                     | - A House Is Not a Home – Edith Head - Nie płacz, Charlotto – Norma Koch - Kisses for My President – Howard Shoup - Wizyta – René Hubert                                                          | [ 24 ]     |          |
| Film barwny       | My Fair Lady – Cecil Beaton                                      | - Becket – Margaret Furse - Mary Poppins – Tony Walton - Niezatapialna Molly Brown – Morton Haack - Pięciu mężów pani Lizy – Edith Head i Moss Mabry                                              | [ 24 ]     |          |
| 1965              |                                                                  | |            |          |
| Film czarno-biały | Darling – Julie Harris                                           | - Morituri – Moss Mabry - A Rage to Live – Howard Shoup - Statek szaleńców – Jean Louis i Bill Thomas - Wątła nić – Edith Head                                                                    | [ 25 ]     |          |
| Film barwny       | Doktor Żywago – Phyllis Dalton                                   | - Udręka i ekstaza – Vittorio Nino Novarese - Opowieść wszech czasów – Marjorie Best i Vittorio Nino Novarese - Ciemna strona sławy – Edith Head i Bill Thomas - Dźwięki muzyki – Dorothy Jeakins | [ 25 ]     |          |
| 1966              |                                                                  | |            |          |
| Film czarno-biały | Kto się boi Virginii Woolf? – Irene Sharaff                      | - Ewangelia według świętego Mateusza – Danilo Donati - Mandragora – Danilo Donati - Pan Buddwing – Helen Rose - Morgan - przypadek do leczenia – Jocelyn Rickards                                 | [ 26 ]     |          |
| Film barwny       | Oto jest głowa zdrajcy – Elizabeth Haffenden                     | - Gambit – Jean Louis - Hawaje – Dorothy Jeakins - Giulietta i duchy – Piero Gherardi - The Oscar – Edith Head                                                                                    | [ 26 ]     |          |

Od 1967 ostatecznie zlikwidowano podział na osobne kategorie dla filmów czarno-białych i barwnych.
| Rok  | Laureat                           | Nominowani | Przypisy |
| ---- | --------------------------------- | --- | -------- |
| 1967 | Camelot – John Truscott           | - Bonnie i Clyde – Theadora Van Runkle - The Happiest Millionaire – Bill Thomas - Poskromienie złośnicy – Danilo Donati i Irene Sharaff - Na wskroś nowoczesna Millie – Jean Louis | [ 27 ]   |
| 1968 | Romeo i Julia – Danilo Donati     | - Lew w zimie – Margaret Furse - Oliver! – Phyllis Dalton - Planeta Małp – Morton Haack - Gwiazda! – Donald Brooks                                                                 | [ 28 ]   |
| 1969 | Anna tysiąca dni – Margaret Furse | - Hello, Dolly! – Irene Sharaff - Ale zabawa – Ray Aghayan - Słodka Charity – Edith Head - Czyż nie dobija się koni? – Donfeld                                                     | [ 29 ]   |

### 1970–1979
| Rok  | Laureat                                                | Nominowani | Przypisy |
| ---- | ------------------------------------------------------ | --- | -------- |
| 1970 | Cromwell – Vittorio Nino Novarese                      | - Port lotniczy – Edith Head - Urocza Lili – Jack Bear i Donald Brooks - Hawajczycy – Bill Thomas - Opowieść wigilijna – Margaret Furse                                                               | [ 30 ]   |
| 1971 | Mikołaj i Aleksandra – Yvonne Blake i Antonio Castillo | - Gałki od łóżka i kije od miotły – Bill Thomas - Śmierć w Wenecji – Piero Tosi - Maria, królowa Szkotów – Margaret Furse - Co się stało z Helen? – Morton Haack                                      | [ 31 ]   |
| 1972 | Podróże z moją ciotką – Anthony Powell                 | - Ojciec chrzestny – Anna Hill Johnstone - Lady śpiewa bluesa – Ray Aghayan, Norma Koch i Bob Mackie - Tragedia „Posejdona” – Paul Zastupnevich - Młody Winston – Anthony Mendleson                   | [ 32 ]   |
| 1973 | Żądło – Edith Head                                     | - Szepty i krzyki – Marik Vos-Lundh - Ludwig – Piero Tosi - Tomek Sawyer – Donfeld - Tacy byliśmy – Dorothy Jeakins i Moss Mabry                                                                      | [ 33 ]   |
| 1974 | Wielki Gatsby – Theoni V. Aldredge                     | - Chinatown – Anthea Sylbert - Daisy Miller – John Furness - Ojciec chrzestny II – Theadora Van Runkle - Morderstwo w Orient Expressie – Tony Walton                                                  | [ 34 ]   |
| 1975 | Barry Lyndon – Milena Canonero i Ulla-Britt Söderlund  | - Czterej muszkieterowie – Yvonne Blake i Ron Talsky - Zabawna dama – Ray Aghayan i Bob Mackie - Czarodziejski flet – Karin Erskine i Henny Noremark - Człowiek, który chciał być królem – Edith Head | [ 35 ]   |
| 1976 | Casanova – Danilo Donati                               | - By nie pełzać na kolanach – William Ware Theiss - Niezwykła Sara – Anthony Mendleson - The Passover Plot – Mary Wills - Obsesja Sherlocka Holmesa – Alan Barrett                                    | [ 36 ]   |
| 1977 | Gwiezdne wojny – John Mollo                            | - Port lotniczy ’77 – Edith Head i Burton Miller - Julia – Anthea Sylbert - Mała nocna muzyka – Florence Klotz - Druga strona północy – Irene Sharaff                                                 | [ 37 ]   |
| 1978 | Śmierć na Nilu – Anthony Powell                        | - Karawany – Renie Conley - Niebiańskie dni – Patricia Norris - Rój – Paul Zastupnevich - Czarnoksiężnik z krainy Oz – Tony Walton                                                                    | [ 38 ]   |
| 1979 | Cały ten zgiełk – Albert Wolsky                        | - Agata – Shirley Ann Russell - Klatka szaleńców – Ambra Danon i Piero Tosi - Butch i Sundance – Lata młodości – William Ware Theiss - Europejczycy – Judy Moorcroft                                  | [ 39 ]   |

### 1980–1989
| Rok  | Zwycięzca                                     | Nominowani | Przypisy |
| ---- | --------------------------------------------- | --- | -------- |
| 1980 | Tess – Anthony Powell                         | - Człowiek słoń – Patricia Norris - Moja wspaniała kariera – Anna Senior - Gdzieś w czasie – Jean-Pierre Dorleac - Gdy czas ucieka – Paul Zastupnevich     | [ 40 ]   |
| 1981 | Rydwany ognia – Milena Canonero               | - Kochanica Francuza – Tom Rand - Grosz z nieba – Bob Mackie - Ragtime – Anna Hill Johnstone - Czerwoni – Shirley Ann Russell                              | [ 41 ]   |
| 1982 | Gandhi – Bhanu Athaiya i John Mollo           | - Wybór Zofii – Albert Wolsky - La Traviata – Piero Tosi - Tron – Elois Jenssen i Rosanna Norton - Victor/Victoria – Patricia Norris                       | [ 42 ]   |
| 1983 | Fanny i Aleksander – Marik Vos-Lundh          | - Moje Cross Creek – Joe I. Tompkins - Serce do jazdy – William Ware Theiss - Powrót Martina Guerre – Anne-Marie Marchand - Zelig – Santo Loquasto         | [ 43 ]   |
| 1984 | Amadeusz – Theodor Pištěk                     | - 2010: Odyseja kosmiczna – Patricia Norris - Bostończycy – Jenny Beavan i John Bright - Podróż do Indii – Judy Moorcroft - Miejsca w sercu – Ann Roth     | [ 44 ]   |
| 1985 | Ran – Emi Wada                                | - Kolor purpury – Aggie Guerard Rodgers - Podróż Natty Gann – Albert Wolsky - Pożegnanie z Afryką – Milena Canonero - Honor Prizzich – Donfeld             | [ 45 ]   |
| 1986 | Pokój z widokiem – Jenny Beavan i John Bright | - Misja – Enrico Sabbatini - Otello – Anna Anni i Maurizio Millenotti - Peggy Sue wyszła za mąż – Theadora Van Runkle - Piraci – Anthony Powell            | [ 46 ]   |
| 1987 | Ostatni cesarz – James Acheson                | - Zmarli – Dorothy Jeakins - Imperium słońca – Bob Ringwood - Maurycy – Jenny Beavan i John Bright - Nietykalni – Marilyn Vance-Straker                    | [ 47 ]   |
| 1988 | Niebezpieczne związki – James Acheson         | - Książę w Nowym Jorku – Deborah Nadoolman - Garść prochu – Jane Robinson - Zachód słońca – Patricia Norris - Tucker. Konstruktor marzeń – Milena Canonero | [ 48 ]   |
| 1989 | Henryk V – Phyllis Dalton                     | - Przygody barona Munchausena – Gabriella Pescucci - Wożąc panią Daisy – Elizabeth McBride - Noce Harlemu – Joe I. Tompkins - Valmont – Theodor Pištěk     | [ 49 ]   |

### 1990–1999
| Rok  | Laureat                                                   | Nominowani | Przypisy |
| ---- | --------------------------------------------------------- | --- | -------- |
| 1990 | Cyrano de Bergerac – Franca Squarciapino                  | - Avalon – Gloria Gresham - Tańczący z wilkami – Elsa Zamparelli - Dick Tracy – Milena Canonero - Hamlet – Maurizio Millenotti                            | [ 50 ]   |
| 1991 | Bugsy – Albert Wolsky                                     | - Rodzina Addamsów – Ruth Myers - Barton Fink – Richard Hornung - Hook – Anthony Powell - Pani Bovary – Corinne Jorry                                     | [ 51 ]   |
| 1992 | Drakula – Eiko Ishioka                                    | - Czarowny kwiecień – Sheena Napier - Powrót do Howards End – Jenny Beavan i John Bright - Malcolm X – Ruth E. Carter - Zabaweczki – Albert Wolsky        | [ 52 ]   |
| 1993 | Wiek niewinności – Gabriella Pescucci                     | - Orlando – Sandy Powell - Fortepian – Janet Patterson - Okruchy dnia – Jenny Beavan i John Bright - Lista Schindlera – Anna B. Sheppard                  | [ 53 ]   |
| 1994 | Priscilla, królowa pustyni – Tim Chappel i Lizzy Gardiner | - Strzały na Broadwayu – Jeffrey Kurland - Małe kobietki – Colleen Atwood - Maverick – April Ferry - Królowa Margot – Moidele Bickel                      | [ 54 ]   |
| 1995 | Czas przemian – James Acheson                             | - Braveheart. Waleczne serce – Charles Knode - Richard III – Shuna Harwood - Rozważna i romantyczna – Jenny Beavan i John Bright - 12 małp – Julie Weiss  | [ 55 ]   |
| 1996 | Angielski pacjent – Ann Roth                              | - Anioły i owady – Paul Brown - Emma – Ruth Myers - Hamlet – Alexandra Byrne - Portret damy – Janet Patterson                                             | [ 56 ]   |
| 1997 | Titanic – Deborah Lynn Scott                              | - Amistad – Ruth E. Carter - Kundun – życie Dalaj Lamy – Dante Ferretti - Oskar i Lucinda – Janet Patterson - Miłość i śmierć w Wenecji – Sandy Powell    | [ 57 ]   |
| 1998 | Zakochany Szekspir – Sandy Powell                         | - Pokochać – Colleen Atwood - Elizabeth – Alexandra Byrne - Miasteczko Pleasantville – Judianna Makovsky - Idol – Sandy Powell                            | [ 58 ]   |
| 1999 | Topsy-Turvy – Lindy Hemming                               | - Anna i król – Jenny Beavan - Jeździec bez głowy – Colleen Atwood - Utalentowany pan Ripley – Gary Jones i Ann Roth - Tytus Andronikus – Milena Canonero | [ 59 ]   |

### 2000–2009
| Rok  | Laureat                                                          | Nominowani | Przypisy |
| ---- | ---------------------------------------------------------------- | --- | -------- |
| 2000 | Gladiator – Janty Yates                                          | - 102 dalmatyńczyki – Anthony Powell - Przyczajony tygrys, ukryty smok – Tim Yip - Grinch: Świąt nie będzie – Rita Ryack - Zatrute pióro – Jacqueline West                                              | [ 60 ]   |
| 2001 | Moulin Rouge! – Catherine Martin i Angus Strathie                | - Afera naszyjnikowa – Milena Canonero - Gosford Park – Jenny Beavan - Harry Potter i Kamień Filozoficzny – Judianna Makovsky - Władca Pierścieni: Drużyna Pierścienia – Ngila Dickson i Richard Taylor | [ 61 ]   |
| 2002 | Chicago – Colleen Atwood                                         | - Frida – Julie Weiss - Gangi Nowego Jorku – Sandy Powell - Godziny – Ann Roth - Pianista – Anna B. Sheppard                                                                                            | [ 62 ]   |
| 2003 | Władca Pierścieni: Powrót króla – Ngila Dickson i Richard Taylor | - Dziewczyna z perłą – Dien van Straalen - Ostatni samuraj – Ngila Dickson - Pan i władca: Na krańcu świata – Wendy Stites - Niepokonany Seabiscuit – Judianna Makovsky                                 | [ 63 ]   |
| 2004 | Aviator – Sandy Powell                                           | - Marzyciel – Alexandra Byrne - Lemony Snicket: Seria niefortunnych zdarzeń – Colleen Atwood - Ray – Sharen Davis - Troja – Bob Ringwood                                                                | [ 64 ]   |
| 2005 | Wyznania gejszy – Colleen Atwood                                 | - Charlie i fabryka czekolady – Gabriella Pescucci - Pani Henderson – Sandy Powell - Duma i uprzedzenie – Jacqueline Durran - Spacer po linie – Arianne Phillips                                        | [ 65 ]   |
| 2006 | Maria Antonina – Milena Canonero                                 | - Cesarzowa – Chung Man Yee - Diabeł ubiera się u Prady – Patricia Field - Dreamgirls – Sharen Davis - Królowa – Consolata Boyle                                                                        | [ 66 ]   |
| 2007 | Elizabeth: Złoty wiek – Alexandra Byrne                          | - Across the Universe – Albert Wolsky - Pokuta – Jacqueline Durran - Niczego nie żałuję – Marit Allen (pośmiertnie) - Sweeney Todd – Colleen Atwood                                                     | [ 67 ]   |
| 2008 | Księżna – Michael O’Connor                                       | - Australia – Catherine Martin - Ciekawy przypadek Benjamina Buttona – Jacqueline West - Obywatel Milk – Danny Glicker - Droga do szczęścia – Albert Wolsky                                             | [ 68 ]   |
| 2009 | Młoda Wiktoria – Sandy Powell                                    | - Jaśniejsza od gwiazd – Janet Patterson - Coco Chanel – Catherine Leterrier - Parnassus – Monique Prudhomme - Dziewięć – Colleen Atwood                                                                | [ 69 ]   |

### 2010–2019
| Rok  | Laureat                                                  | Nominowani | Przypisy |
| ---- | -------------------------------------------------------- | --- | -------- |
| 2010 | Alicja w Krainie Czarów – Colleen Atwood                 | - Jestem miłością – Antonella Cannarozzi - Jak zostać królem – Jenny Beavan - Burza – Sandy Powell - Prawdziwe męstwo – Mary Zophres                                                             | [ 70 ]   |
| 2011 | Artysta – Mark Bridges                                   | - Anonimus – Lisy Christl - Hugo i jego wynalazek – Sandy Powell - Jane Eyre – Michael O’Connor - W.E. – Arianne Phillips                                                                        | [ 71 ]   |
| 2012 | Anna Karenina – Jacqueline Durran                        | - Les Misérables – Paco Delgado - Lincoln – Joanna Johnston - Królewna Śnieżka – Eiko Ishioka (pośmiertnie) - Królewna Śnieżka i Łowca – Colleen Atwood                                          | [ 72 ]   |
| 2013 | Wielki Gatsby – Catherine Martin                         | - American Hustle: Jak się skubie w Ameryce – Michael Wilkinson - Wielki mistrz – William Chang Suk Ping - Kobieta w ukryciu – Michael O’Connor - Zniewolony. 12 Years a Slave – Patricia Norris | [ 73 ]   |
| 2014 | Grand Budapest Hotel – Milena Canonero                   | - Wada ukryta – Mark Bridges - Tajemnice lasu – Colleen Atwood - Czarownica – Anna Biedrzycka-Sheppard - Pan Turner – Jacqueline Durran                                                          | [ 74 ]   |
| 2015 | Mad Max: Na drodze gniewu – Jenny Beavan                 | - Dziewczyna z portretu – Paco Delgado - Kopciuszek – Sandy Powell - Carol – Sandy Powell - Zjawa – Jacqueline West                                                                              | [ 75 ]   |
| 2016 | Fantastyczne zwierzęta i jak je znaleźć – Colleen Atwood | - Boska Florence – Consolata Boyle - Sprzymierzeni – Joanna Johnston - Jackie – Madeline Fontaine - La La Land – Mary Zophres                                                                    | [ 76 ]   |
| 2017 | Nić widmo – Mark Bridges                                 | - Piękna i Bestia – Jacqueline Durran - Czas mroku – Jacqueline Durran - Kształt wody – Luis Sequeira - Powiernik królowej – Consolata Boyle                                                     | [ 77 ]   |
| 2018 | Czarna Pantera – Ruth E. Carter                          | - Ballada o Busterze Scruggsie – Mary Zophres - Faworyta – Sandy Powell - Mary Poppins powraca – Sandy Powell - Maria, królowa Szkotów – Alexandra Byrne                                         | [ 78 ]   |
| 2019 | Małe kobietki – Jacqueline Durran                        | - Jojo Rabbit – Mayes C. Rubeo - Pewnego razu... w Hollywood – Arianne Phillips - Irlandczyk – Sandy Powell i Christopher Peterson - Joker – Mark Bridges                                        | [ 79 ]   |

### 2020–2029
| Rok  | Laureat                            | Nominowani | Przypisy |
| ---- | ---------------------------------- | --- | -------- |
| 2020 | Ma Rainey: Matka bluesa – Ann Roth | - Emma – Alexandra Byrne - Mank – Trish Summerville - Mulan – Bina Daigeler - Pinokio – Massimo Cantini Parrini                                                  | [ 80 ]   |
| 2021 | Cruella – Jenny Beavan             | - Cyrano – Massimo Cantini Parrini, Jacqueline Durran - Diuna – Jacqueline West, Bob Morgan - West Side Story – Paul Tazewell - Zaułek koszmarów – Luis Sequeira | [ 81 ]   |

## Wielokrotnie nominowani
Poniższa lista obejmuje kostiumografów, którzy zdobyli więcej niż jedną nominację do Oscara w tej kategorii (stan na grudzień 2021). Lista sortowana jest według całkowitej liczby nagród (I kolumna), całkowitej liczby nominacji z jedną nagrodą (II kolumna) oraz całkowitej liczby nominacji bez nagrody (III kolumna). Nominacje podane są w nawiasach. W przypadku identycznej liczby nominacji osoby nominowane ułożone są w kolejności alfabetycznej.
- 8: Edith Head (35)
- 5: Irene Sharaff (15)
- 4: Colleen Atwood (12)
- 4: Milena Canonero (9)
- 3: Charles LeMaire (16)
- 3: Sandy Powell (15)
- 3: Dorothy Jeakins (12)
- 3: Anthony Powell (6)
- 3: Orry-Kelly (4)
- 3: James Acheson (3)
- 2: Helen Rose (10)
- 2: Jenny Beavan (10)
- 2: Jacqueline Durran (7)
- 2: Albert Wolsky (7)
- 2: Gile Steele (6)
- 2: Danilo Donati (5)
- 2: Vittorio Nino Novarese (5)
- 2: Ann Roth (5)
- 2: Mark Bridges (4)
- 2: Phyllis Dalton (3)
- 2: Piero Gherardi (3)
- 2: Catherine Martin (3)
- 2: Cecil Beaton (2)
- 2: Elizabeth Haffenden (2)
- 2: John Mollo (2)
- 1: Jean Louis (14)
- 1: Walter Plunkett (10)
- 1: Bill Thomas (10)
- 1: Mary Wills (7)
- 1: John Bright (6)
- 1: Alexandra Byrne (6)
- 1: Margaret Furse (6)
- 1: Renié (5)
- 1: Marjorie Best (4)
- 1: Travilla (4)
- 1: Theoni V. Aldredge (3)
- 1: Ruth E. Carter (3)
- 1: Ngila Dickson (3)
- 1: Norma Koch (3)
- 1: Michael O’Connor (3)
- 1: Gabriella Pescucci (3)
- 1: Edward Stevenson (3)
- 1: Marik Vos-Lundh (3)
- 1: Yvonne Blake (2)
- 1: Eiko Ishioka (2)
- 1: Elois Jenssen (2)
- 1: Barbara Karinska (2)
- 1: Theodor Pištěk (2)
- 1: Richard Taylor (2)
- 1: Valles (2)
- 0: Patricia Norris (6)
- 0: Howard Shoup (5)
- 0: Piero Tosi (5)
- 0: Donfeld (4)
- 0: Moss Mabry (4)
- 0: Janet Patterson (4)
- 0: Ray Aghayan (3)
- 0: Anna Biedrzycka-Sheppard (3)
- 0: Consolata Boyle (3)
- 0: Donald Brooks (3)
- 0: Morton Haack (3)
- 0: Bob Mackie (3)
- 0: Judianna Makovsky (3)
- 0: Arianne Phillips (3)
- 0: William Ware Theiss (3)
- 0: Theadora Van Runkle (3)
- 0: Tony Walton (3)
- 0: Jacqueline West (3)
- 0: Miles White (3)
- 0: Paul Zastupnevich (3)
- 0: Mary Zophres (3)
- 0: Sharen Davis (2)
- 0: Paco Delgado (2)
- 0: René Hubert (2)
- 0: John Jensen (2)
- 0: Ralph Jester (2)
- 0: Joanna Johnston (2)
- 0: Anna Hill Johnstone (2)
- 0: Irene Lentz (2)
- 0: Anthony Mendleson (2)
- 0: Herschel McCoy (2)
- 0: Maurizio Millenotti (2)
- 0: Judy Moorcroft (2)
- 0: Ruth Myers (2)
- 0: Mary Ann Nyberg (2)
- 0: Bob Ringwood (2)
- 0: Shirley Russell (2)
- 0: Anthea Sylbert (2)
- 0: Joe I. Tompkins (2)
- 0: Julie Weiss (2)